# Isogenoides colubrinus
Isogenoides colubrinus is een steenvlieg uit de familie Perlodidae. De wetenschappelijke naam van de soort is voor het eerst geldig gepubliceerd in 1874 door Hagen.